# Metion
Metion – heros attycki. Postać z mitologii.
Metion był herosem attyckim. Jego genealogia ma kilka wariantów. Wedle najczęstszego był synem Erechteusa i Praksitei. Jego dzieci, które miał z Alkippe wygnały z Aten króla Pandiona, syna Kekropsa Młodszego, siostrzeńca Metiona. Jednym z synów Metiona był wedle tej wersji mitu Eupalamos, ojciec Dedala. Innym Chalkon, ojciec Abasa protoplasty Abantydów.
Wedle innej wersji mitu Metion był nie dziadkiem Dedala, ale jego ojcem, a synem Eupalamosa, który z kolei był synem Erechteusa. Wedle tej tradycji Metion był też ojcem Muzajosa.
Metion odgrywa też pewną rolę w tradycjach sykiońskich, jako ojciec Sykiona, powołanego przez Laedemonta do objęcia po nim władzy